# Enigmapercis reducta
Enigmapercis reducta és una espècie de peix de la família dels percòfids i de l'ordre dels perciformes.

## Descripció
Fa 9 cm de llargària màxima i presenta una coloració pàl·lida (semblant al tipus de sorra on s'enterra). Absència d'espines a les aletes dorsal i anal. 29 radis tous a l'aleta dorsal i 24 a l'anal. Nariu anterior amb dues projeccions. Musell punxegut.

## Alimentació
El seu nivell tròfic és de 3.

## Hàbitat i distribució geogràfica
És un peix marí, demersal (entre 1 i 150 m de fondària) i de clima subtropical, el qual viu a la conca Indo-Pacífica: Austràlia (és un endemisme dels estuaris de sorra i badies costaneres des d'Austràlia Occidental fins a Nova Gal·les del Sud, incloent-hi l'estret de Bass, Tasmània, Austràlia Meridional i Victòria).

## Observacions
És inofensiu per als humans i el seu índex de vulnerabilitat és baix (19 de 100).